# 英聯食品
英聯食品（或稱英國聯合食品）是一家英國跨國食品加工和零售公司，總部位於倫敦。它是世界第二大的糖和麵包酵母生產商，也是世界主要食品生產商之一，其下的品牌包括阿華田、Ryvita、喬丹斯和唐寧茶。其下的子公司普利馬克在西歐有200多家服裝店。該公司在倫敦證券交易所上市，並且是富時100指數成份股之一。
英聯食品54.5%的股份由威丁頓投資持有，而後者的大多數股份屬於加菲爾德·韋斯頓基金，該基金的持有人是英聯食品創始人的韋斯頓家族。

## 歷史
1935年英聯食品由加拿大人W·加菲爾德·韋斯頓成立，最初的名稱是食品投資有限公司（Food Investments Limited），一個月后改名為聯合麵包有限公司（Allied Bakeries Limited）。1960年改名為英聯食品（Associated British Foods）。1963年收購英國英國連鎖超市Fine Fare。1978年創始人去世，公司交由其子加里·韋斯頓，公司在北美的部分則由最年輕的兒子蓋倫·韋斯頓管理。
1986年英聯食品將Fine Fare賣掉，1991年收購英國糖業。1997年將北愛爾蘭和愛爾蘭的零售產業賣給了Tesco。
2000年將旗下的波頓餅乾（Burton's Biscuits）賣給了HM Capital Partners。2002年從聯合利華處收購了數家食品和服裝品牌。2004年從伯恩斯菲利普處收購香料和酵母生產產業。2007年買下Patak's。
2011年3月26的倫敦示威中成為抗議組織UK Uncut反避稅及逃稅的目標。根據該抗議組織的調查，英聯食品和旗下公司通過無息貸款每年逃稅達970萬英鎊。而2013年2月英聯食品對此的回應是聲稱並未有任何“非法和不道德的”逃稅行為。2013年10月，對其他公司指控的強征用地行為，英聯食品再次予以否認。

## 外部連結
- 官方网站